# Pyrgomantis jonesi
Pyrgomantis jonesi es una especie de mantis de la familia Tarachodidae.

## Distribución geográfica
Se encuentra en Burkina Faso, Ghana, Camerún, Nigeria, Níger y Senegal.